# (37545) 1981 EA18
1981 EA18 (asteroide 37545) é um asteroide da cintura principal. Possui uma excentricidade de 0.05278480 e uma inclinação de 11.47989º.
Este asteroide foi descoberto no dia 2 de março de 1981 por Schelte J. Bus em Siding Spring.